# Anton Ewald
Anton Kim Ewald, född 7 augusti 1993 i Stockholm, är en svensk sångare, dansare, koreograf och låtskrivare. Han upptäcktes som 14-åring av Jennie Widegren som lät honom delta med gruppen Bounce både som koreograf och dansare. Han gick ut från Kungliga Svenska Balettskolan 2012. Sedan 2016 har han slopat efternamnet i sitt artistnamn.

## Melodifestivalen
Ewald deltog i Melodifestivalen 2013 i den andra delfinalen i Göteborg den 9 februari 2013 med låten "Begging" skriven av Fredrik Kempe och Anton Malmberg Hård af Segerstad. Framträdandet, som innehåller en hel del dans, var koreograferat av Ewald själv. Låten hade startnummer 1 av 8 och tog sig vidare till Andra Chansen i Löfbergs Lila Arena, Karlstad. I andra chansen hade Ewald startnummer 6 och tog sig vidare till den första duellen där han mötte Behrang Miri. Ewald vann duellen och tog sig därmed vidare till finalen den 9 mars i Friends Arena, Stockholm. I finalen slutade Ewald fyra.
Ewald har deltagit i Melodifestivalen tidigare men då som dansare och koreograf. Han dansade och körade bland annat bakom Danny Saucedo i bidraget "Amazing" i Melodifestivalen 2012 samt dansade och koreograferade Andreas Lundstedts nummer "Aldrig Aldrig" samma år. Ewald dansade även bakom Velvet, som en av sju dansare, när hon tävlade med bidraget "The Queen" i Melodifestivalen 2009.
I Melodifestivalen 2014 deltog Anton i deltävling 4 i Örnsköldsvik varvid han framförde låten "Natural". I finalen den 8 mars 2014 slutade han på en tionde plats med 18 poäng. 
Anton deltog i Melodifestivalen 2021 med låten "New Religion" som han skrivit tillsammans med Jonas Wallin, Joe Killington och Maja Strömstedt. Han tävlade i andra deltävlingen där låten tog sig direkt till final.

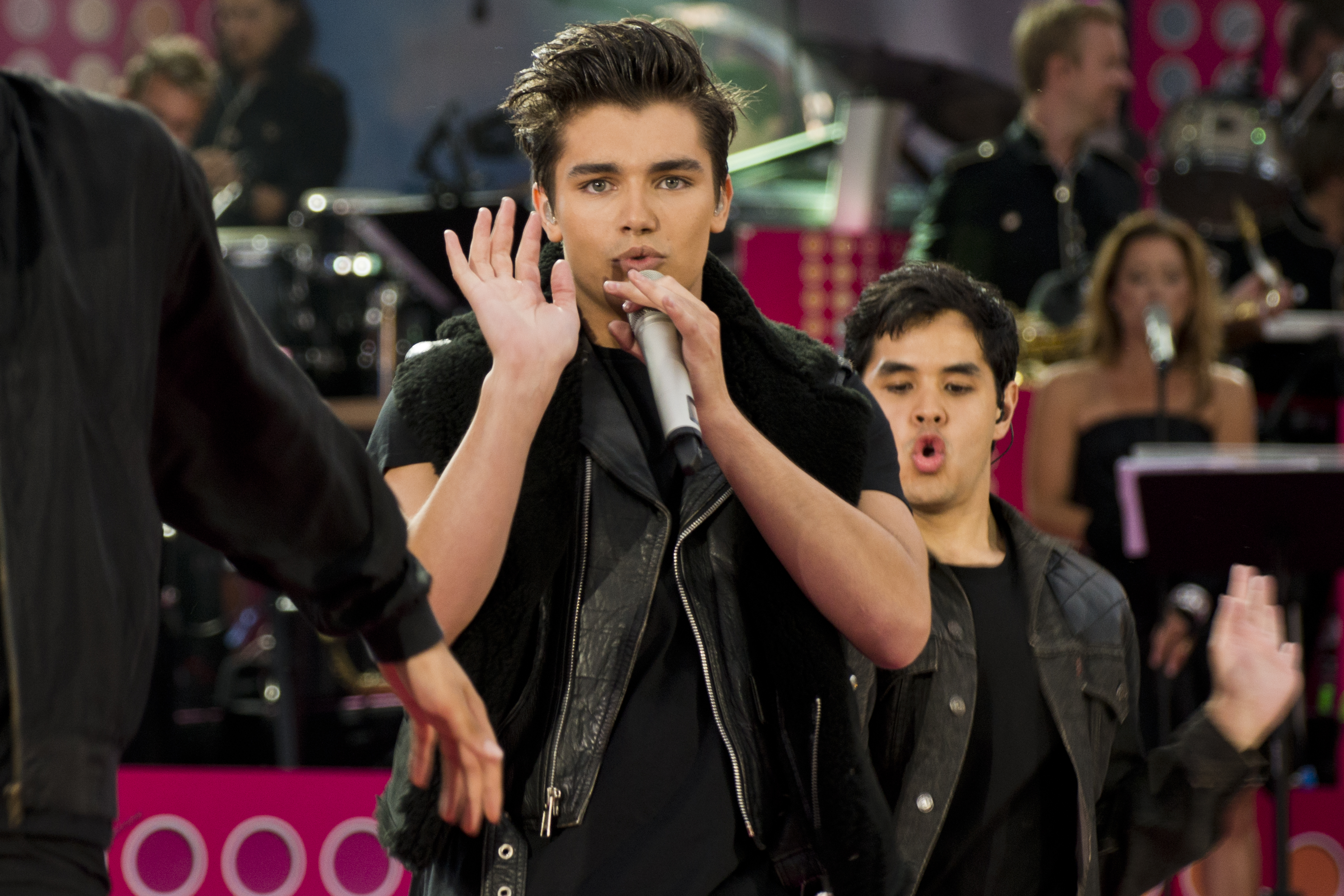
Anton Ewald på Sommarkrysset, Gröna Lund 2013.

## Debutalbum
Den 29 maj 2013 släppte Ewald sin EP vid namn "A" som står for Anton. ''A'' innehåller fem låtar, "Begging", "Can't hold back", "Human", "Would that make you love me" och "Brand New". I september 2013 släpptes en akustisk version av EP:n med titeln A-coustic.
Ewald har skrivit låtar tillsammans med bland andra Danny Saucedo och Mattias Andréasson.

## Singlar
Anton har släppt ett flertal singlar: "Begging" (från Melodifestivalen 2013), "Can't Hold Back", "Close Up" och "Natural" (från Melodifestivalen 2014).

## Diskografi

### EP
- A (2013)
- A-coustic (2013)
- On my way (2014)
- Studio 18 (2015)

### Singlar
- Begging (2013)
- Close Up (2013)
- Natural (2014)
- Du & Jag (2015)
- Vill Ha Dig (2015)
- Devil (2016)
- L.I.L.Y. (2017)
- She Don't (2017)
- New Religion (2021)